# Каландула (водоспад)
Каландула (порт. Kalandula, раніше — водоспади герцога Браґанса) — водоспади на річці Лукала, притоці Кванзи, у провінції Маланже в Анголі. Неподалік розташоване однойменне місто. Висота водоспаду — 105 м, ширина — 400 м.

## Історія
Водоспад дістав ту ж назву, що й село португальських поселенців — Duque de Bragança (тепер Каландула), яке, в свою чергу, назване було на честь португальського короля Педру V із Саксен-Кобург-Готської династії, герцога Браґанса. Сучасну назву водоспад дістав після здобуття Анголою незалежності у 1975 році.
У 1940 році австрійський архітектор Франц Шахерль зробив ескіз готелю, який пізніше було побудовано за планами португальського архітектора. До 1974 року готель використовувався за призначенням, однак був закинутий після здобуття Анголою незалежності у 1975 році та початку громадянської війни (1975—2002). У 2009 році готель був придбаний інвестором для відновлення роботи.

## Значення
Водоспад Каландула є однією з найвідоміших природних пам'яток у країні, однак досі маловідомий за її межами. Одні з найвищих водоспадів в Африці. Другі за висотою водоспади в Анголі після водоспадів Руакана.